# Neuville-aux-Bois (Loiret)
Neuville-aux-Bois è un comune francese di 4 132 abitanti situato nel dipartimento del Loiret nella regione del Centro-Valle della Loira.

## Società

### Evoluzione demografica
Abitanti censiti